# Bifidobacterium animalis
Bifidobacterium animalis е анаеробна неподвижна бактерия с пръчковидна форма. Среща се в чревната микрофлора на повечето бозайници, включително и хората. Видът е пробиотик и е съставка в много хранителни продукти, предимно млечни. Смята се, че действа благоприятно на организма.